# Delecionismo e inclusionismo na Wikipédia

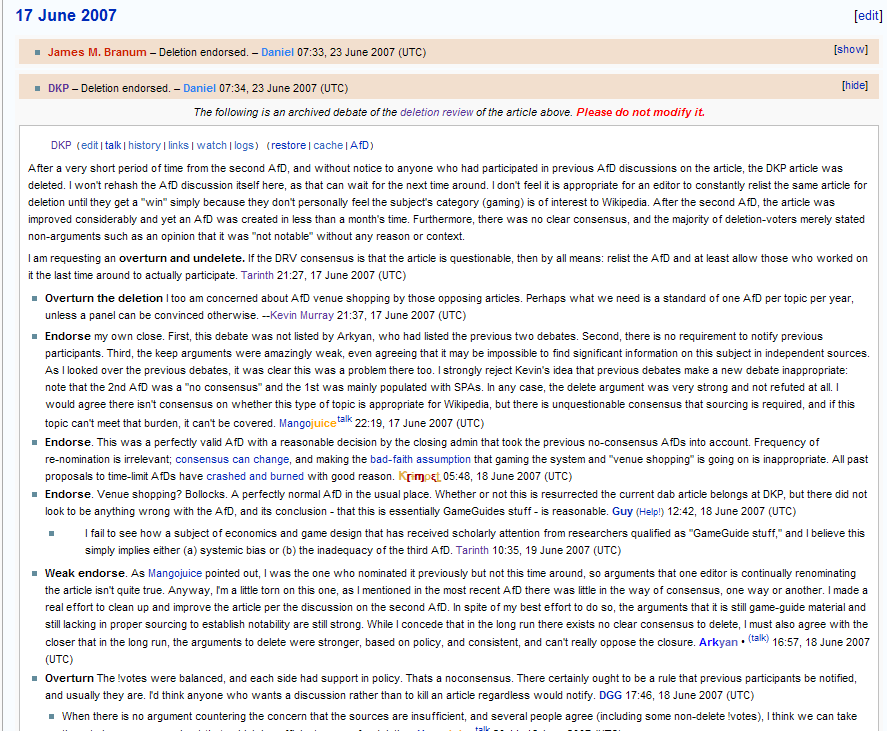
Discussão numa página para eliminar da Wikipédia anglófona

Delecionismo e inclusionismo são filosofias opostas, amplamente desenvolvidas primariamente dentro da comunidade de editores da versão anglófona da  enciclopédia online Wikipedia, alargando-se depois a outras versões da Wikipédia, como a Wikipédia em português. Os termos refletem opiniões divergentes sobre o escopo apropriado da enciclopédia e tendências correspondentes para excluir ou incluir um determinado artigo da enciclopédia.
Os chamados "delecionistas" defendem a cobertura seletiva e da remoção de artigos vistos como mal defendidos. Pontos de vista delecionistas são comumente motivados por um desejo de que a Wikipédia seja focada e cubra tópicos significativos – juntamente com o desejo de colocar um limite firme na proliferação de uso promocional - muitas vezes vista como abuso do site - curiosidades e artigos que são, em sua opinião, sem interesse geral, carecem de material de origem adequado para cobertura de alta qualidade, ou são muito curtos ou de outra forma inaceitavelmente maus em qualidade.
Os "inclusionistas", por outro lado, defendem uma retenção ampla, incluindo a retenção de artigos "inofensivos" e artigos considerados abaixo do padrão, esperando que existam melhorias futuras. Os pontos de vista inclusionistas são normalmente motivados pelo desejo de manter a Wikipédia com uma cobertura ampla, com uma barreira de entrada muito menor para os tópicos abordados – juntamente com a crença de que é impossível dizer qual conhecimento pode ser "útil" ou produtivo, que o conteúdo geralmente começa mau e vai sendo melhorado ao longo do tempo, se efetivamente não houver custo incremental de cobertura, se linhas arbitrárias na areia forem inúteis e puderem causar divisões, e se a boa vontade exigir que se evite a exclusão arbitrária do trabalho de outros. Alguns estendem isso por forma a incluir uma gama mais ampla de fontes, como blogs notáveis e outros sites.
A postura oficial na Wikipédia em inglês, a partir de 2010, era que "não há limite prático para o número de tópicos que podem ser abordados", mas "há uma distinção importante entre o que pode ser feito e o que deve ser feito", sendo este último objeto da política "O que a Wikipédia não é" daquela Wikipédia.  A política conclui que consequentemente, não é um livre passe para inclusão sem critério.

## Antecedentes
Devido a preocupações com vandalismo e adequação do conteúdo, a maioria das wikis exige políticas relativas à inclusão. A Wikipédia desenvolveu espaços para políticas e resolução de conflitos em relação a disputas de artigos individuais. Esses debates, que podem ser iniciados por qualquer pessoa, na Wikipédia em inglês ocorrem na página "Articles for Deletion" (muitas vezes referida pelos editores como AfD). Muita discussão diz respeito não apenas ao conteúdo de cada artigo em questão, mas também a "diferentes perspectivas sobre como editar uma enciclopédia ideal".
No processo anglófono, no final de cada debate um administrador julga a qualidade do consenso da comunidade. Artigos que não exigem debate podem ser sinalizados e excluídos sem debate pelos administradores. Se a decisão do administrador for contestada, a discussão pode ser levada para "revisão de exclusão", onde a comunidade discute a decisão do administrador. Em casos controversos, é comum que os debates se espalhem para outros lugares da internet.
Uma estimativa de 2006, relativa à Wikipédia em inglês, sugeria que as páginas sobre governança e políticas da Wikipédia eram uma das áreas de crescimento mais rápido dessa plataforma, contendo cerca de um quarto de seu conteúdo.